# ویمالا پونز
ویمالا پونز (انگلیسی: Vimala Pons؛ زادهٔ ۱۵ مارس ۱۹۸۶) بازیگر اهل فرانسه است. وی از سال ۲۰۰۶ میلادی تاکنون مشغول فعالیت بوده‌است.
از فیلم‌ها یا برنامه‌های تلویزیونی که وی در آن نقش داشته‌است می‌توان به او (فیلم ۲۰۱۶)، در سایه زنان و پسران وحشی اشاره کرد.